# Elizabeth (film, 1998)
Az Elizabeth (Elizabeth) Shekhar Kapur 1998-ban bemutatott történelmi drámája. A forgatókönyvet Michael Hurst írta. A főszerepet Cate Blanchett játssza. A film I. Erzsébet angol királynő életét mutatja be. A filmet 2007-ben folytatták az Elizabeth: Az aranykor című filmmel.

## Történet
A királynőnek sem fenékig tejfel az élete. I. Erzsébet (Cate Blanchett) szinte a vérpadról került a trónra, ifjú éveit kicsapongással töltötte, később féltestvére, I. Mária  (Kathy Burke) a Londoni Towerbe záratta. Mária halálát követően koronázták meg, s persze ott akarta folytatni kalandokkal teli magánéletét, ahol abbahagyta. Ám a szétzilálódott ország rendbetétele, s az udvari intrikák bonyodalmai hamarosan minden idejét és energiáját lekötötték.

## Szereposztás
| Szerep                            | Színész               | Magyar hangja (1. szinkron, 1999) |
| --------------------------------- | --------------------- | --------------------------------- |
| I. Erzsébet angol királynő        | Cate Blanchett        | Für Anikó                         |
| Sir Francis Walsingham            | Geoffrey Rush         | Helyey László                     |
| Thomas Howard, Norfolk hercege    | Christopher Eccleston | Forgács Péter                     |
| Robert Dudley                     | Joseph Fiennes        | Széles Tamás                      |
| I. Mária angol királynő           | Kathy Burke           | Molnár Piroska                    |
| Kat Ashley                        | Emily Mortimer        | Rudolf Teréz                      |
| Henry FitzAlan                    | Edward Hardwicke      | Avar István                       |
| John Ballard                      | Daniel Craig          | Lux Ádám                          |
| Alvaro de la Quadra               | James Frain           | Galambos Péter                    |
| Lettice Knollys                   | Kelly Macdonald       | Létay Dóra                        |
| Waad                              | Angus Deayton         | N/A                               |
| William Cecil                     | Richard Attenborough  | Versényi László                   |
| V. Piusz pápa                     | John Gielgud          | Kun Vilmos                        |
| Lotaringiai Mária                 | Fanny Ardant          | Bencze Ilona                      |
| III. Henrik francia király        | Vincent Cassel        | Széles László                     |
| Monsieur de Foix                  | Éric Cantona          | Szabó Sipos Barnabás              |
| Gardiner püspök, lordkancellár    | Terence Rigby         | Gruber Hugó                       |
| Lettice Howard, Norfolk szeretője | Amanda Ryan           | Németh Borbála                    |

## Díjak és jelölések
- Oscar-díj (1999)
  - díj: legjobb smink (Jenny Shircore)
  - jelölés: legjobb film (Alison Owen, Eric Fellner, Tim Bevan)
  - jelölés: legjobb női főszereplő (Cate Blanchett)
  - jelölés: legjobb operatőr (Remi Adefarasin)
  - jelölés: legjobb látványtervezés/díszlet (Peter Howitt, John Myhre)
  - jelölés: legjobb eredeti filmzene (David Hirschfelder)
  - jelölés: legjobb jelmeztervezés (Alexandra Byrne)
- Golden Globe-díj (1999) 
  - díj: legjobb női főszereplő – filmdráma (Cate Blanchett)
  - jelölés: legjobb filmdráma
  - jelölés: legjobb filmrendező (Shekhar Kapur)
- BAFTA-díj (1999)
  - díj: Alexander Korda-díj a legjobb brit filmek (Alison Owen, Eric Fellner, Tim Bevan)
  - díj: Anthony Asquith-díj a legjobb filmzenének (David Hirschfelder)
  - díj: legjobb operatőr (Remi Adefarasin)
  - díj: legjobb smink (Jenny Shircore)
  - díj: legjobb férfi mellékszereplő (Geoffrey Rush)
  - díj:  legjobb női mellékszereplő (Cate Blanchett)
  - jelölés: legjobb film (Alison Owen, Eric Fellner, Tim Bevan)
  - jelölés: David Lean-díj a legjobb rendezésért (Shekhar Kapur)
  - jelölés: legjobb eredeti forgatókönyv (Michael Hirst)
  - jelölés: legjobb vágás (Jill Bilcock)
  - jelölés: legjobb jelmeztervezés (Alexandra Byrne)
  - jelölés: legjobb díszlet (John Myhre)